# Берггрен, Джон Леннарт
Джон Леннарт Берггрен (англ. John Lennart Berggren), также известный как Леннарт Берггрен (род. в 1941 году в Спокане) — канадский математик и историк математики, основные научные интересы которого включают древнегреческую и средневековую исламскую математику, математическое картографирование и астрономию.

## Образование и карьера
Берггрен изучал математику в Вашингтонском университете в Сиэтле, где получил степень бакалавра в 1963 году и магистра в 1965 году. В 1966 году он защитил докторскую диссертацию под руководством Чарльза Рэя Хобби на тему «Конечные группы, в которых каждый элемент сопряжен с его инверсией». С 1963 года он работал доцентом, затем в 1973 году стал адъюнкт-профессором, а в 1984 году профессором математики в университете Саймона Фрейзера. С 1996 по 2001 год он возглавлял математический факультет. В 1972/73 и 1975/76 учебных годах был приглашённым исследователем в Йельском университете, а с 1990 по 1992 год — в Гарвардском университете. С 2006 года является почётным профессором университета Саймона Фрейзера.

## Исследования
Он занимался исследованиями трудов Птолемея и его карт, а также изучал труды Архимеда, Абу Сахля аль-Кухи и историю передачи научных идей. Он написал раздел об истории арабской математики в Энциклопедии Британника.
В исследованиях трудов Архимеда Берггрен уделял особое внимание трактату On the Equilibrium of Planes. Хотя подлинность второй книги трактата не вызывает сомнений, многие исследования выявили несоответствия в изложении первой книги. В частности, Берггрен ставит под сомнение достоверность этой книги, указывая, среди прочего, на избыточность утверждений 1-3, 11 и 12. Но тем не менее, он следует за Дейкстергейсом, отвергая критику Маха по поводу утверждения 6.
Что касается арабской математики, Берггрен доказал, что десятичные дроби, обычно приписываемые персидскому математику XV века Аль-Каши, использовались Аль-Уклидиси ещё в X веке, за пять веков до этого.
Он также является автором статьи о Абу Сахле аль-Кухи в Complete Dictionary of Scientific Biography и изучал его работы, касающиеся астрономии, включая его трактаты об астролябии, расстоянии от Земли до падающих звёзд, видимости небесных объектов с поверхности Земли и времени восхода дуги эклиптики. Все эти работы демонстрируют приверженность к чистой геометрии, не ссылаясь на измерения или наблюдения. В своём трактате о дуге эклиптики он остаётся верен греческим тригонометрическим методам, главным образом теореме Менелая.
Он также написал статью о Шараф ад-Дине ат-Туси в Complete Dictionary of Scientific Biography и изучал его работы.
Он является членом-корреспондентом Международной академии истории науки. Среди его аспирантов можно отметить Глена Ван Бруммелена.

## Публикации
- John Lennart Berggren. Episodes in the Mathematics of Medieval Islam (англ.). — 2. — Springer, 2016. — ISBN 0-387-96318-9. — doi:10.1007/978-1-4939-3780-6.
- John Lennart Berggren. Mathematics in Medieval Islam (англ.). — Princeton University Press, 2007. — P. 515-675.